# Košutnjak
Košutnjak (en serbe cyrillique : Кошутњак) est une forêt, un parc et un quartier de Belgrade, la capitale de la Serbie. Le parc est réparti entre les municipalités de Čukarica et Rakovica.

## Localisation
Košutnjak est situé à 6 km au sud-ouest du centre-ville de Belgrade. Le quartier est entouré par les quartiers de Topčider au nord et à l'ouest, de Kanarevo brdo au nord-ouest, de Rakovica et Skojevsko naselje au sud, de Žarkovo (avec ses prolongements de Cerak, Cerak II, Repište) et de Banovo brdo (avec son prolongement de Sunčana Padina) à l'est. Filmski Grad (au sud-ouest) et Golf Naselje (au nord-ouest) sont des sous-quartiers de Košutnjak.

## Pionirski grad
Pionirski grad (en serbe cyrillique : Пионирски Град) est un sous-quartier de Košutnjak. Il est rattaché à la municipalité de Rakovica. C'est une zone de détente et de loisir, sans population permanente. Il se trouve juste à l'ouest du quartier de Filmski Grad. Le nom de pionirski grad, en serbe, signifie « la ville des pionniers ».

## Caractéristiques
Le parc de Košutnjak couvre une superficie de 330 hectares et il constitue une des zones de loisirs les plus populaires de Belgrade. Le Centre sportif de Košutnjak, avec ses stades, ses piscines et ses autres installations sportives, est un des plus grands et des plus diversifiés de la capitale. Le parc, qui engloble Filmski Grad et Pionirski Grad, possède de grands studios de la Radio Télévision de Serbie ainsi que plusieurs restaurants.
Les forêts de Košutnjak et de Topčider forment un ensemble continu. Cependant la Topčiderska reka délimite les deux quartiers, qui disposent chacun de leur propre gare.

## Histoire
Le 10 juin 1868, le prince Michel III Obrenović a été assassiné alors qu'il se promenait dans le parc. Le 25 août 2000, Ivan Stambolić, un opposant au régime de Slobodan Milošević, y a été enlevé, avant d'être exécuté.

## Galerie

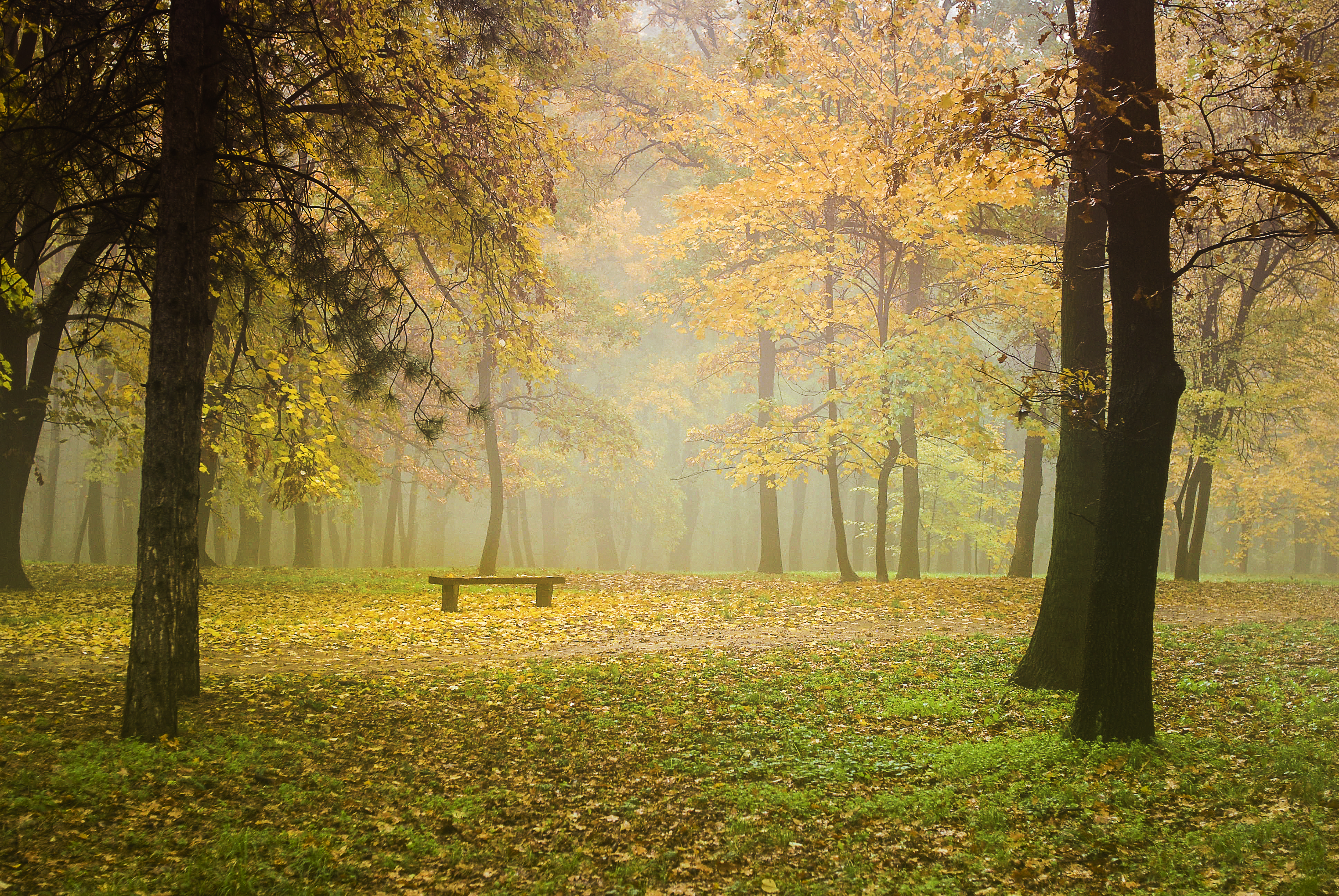
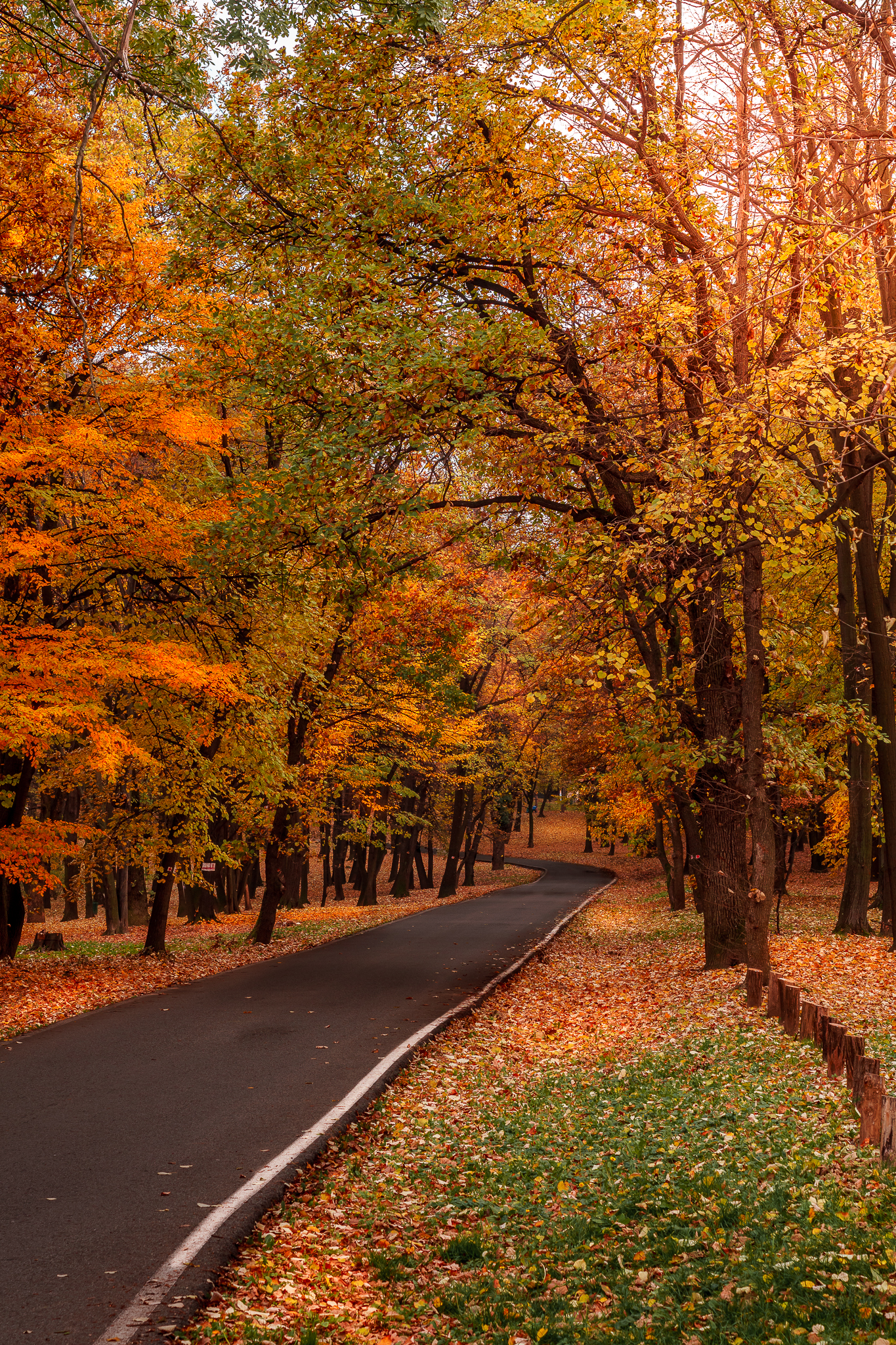
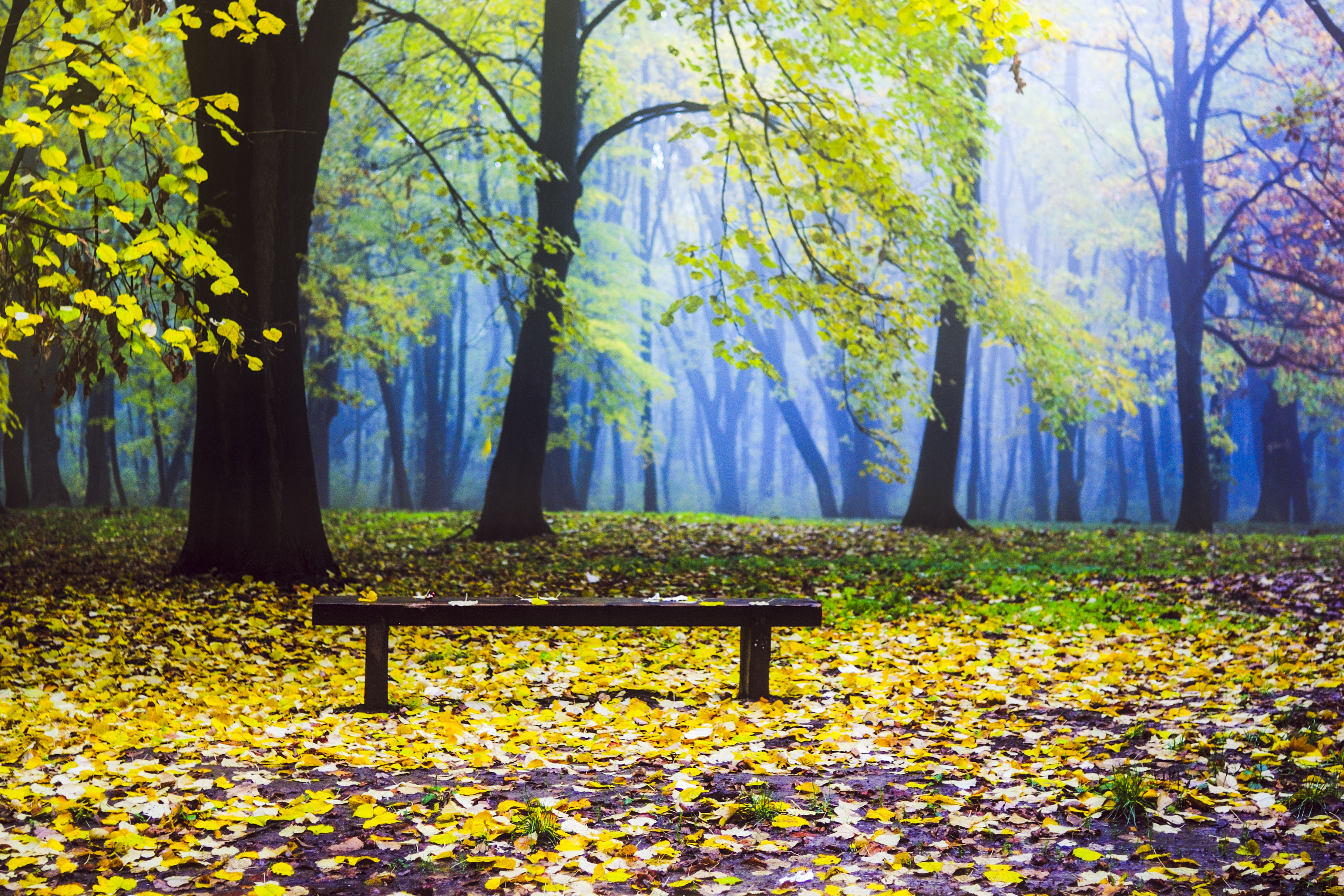
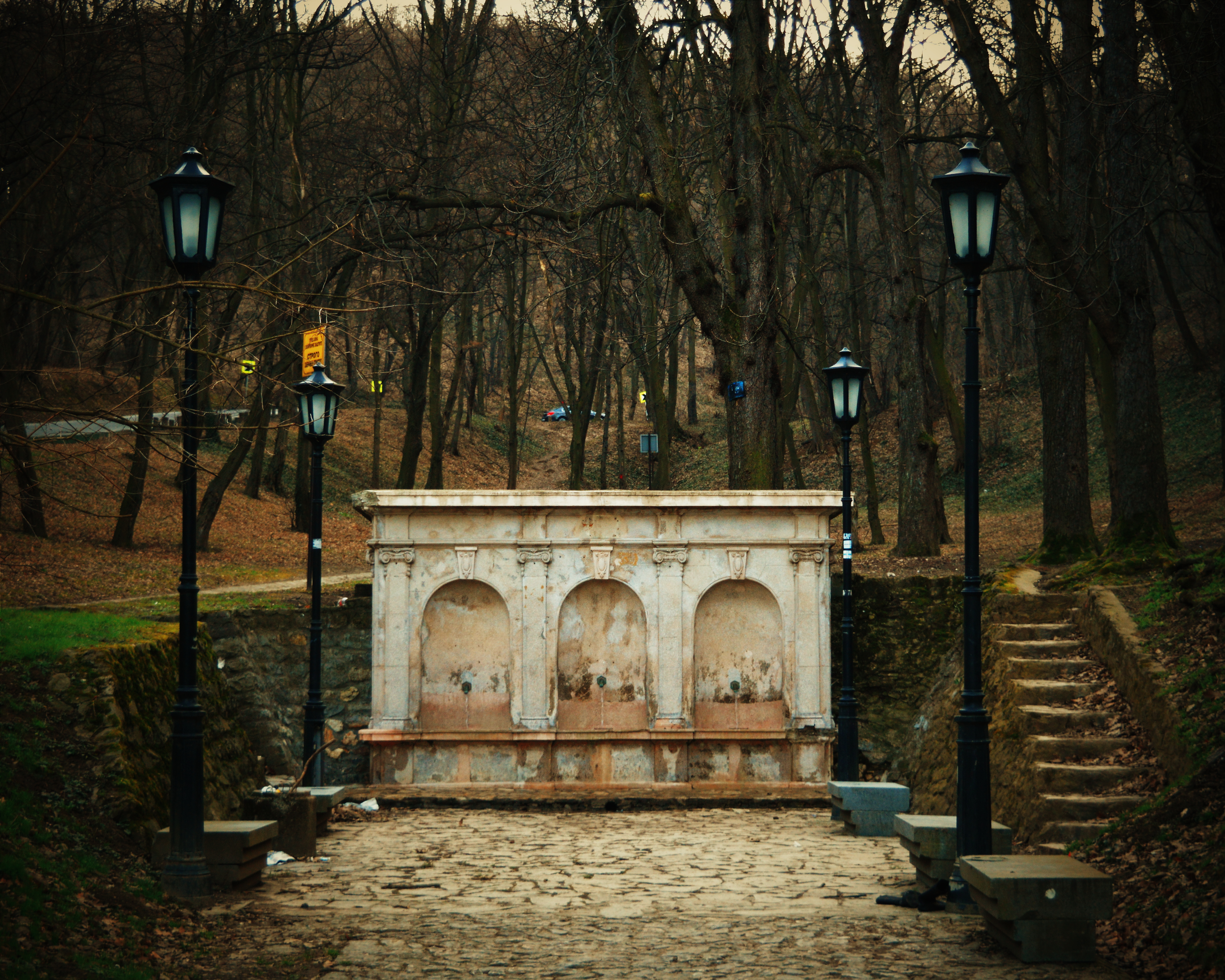
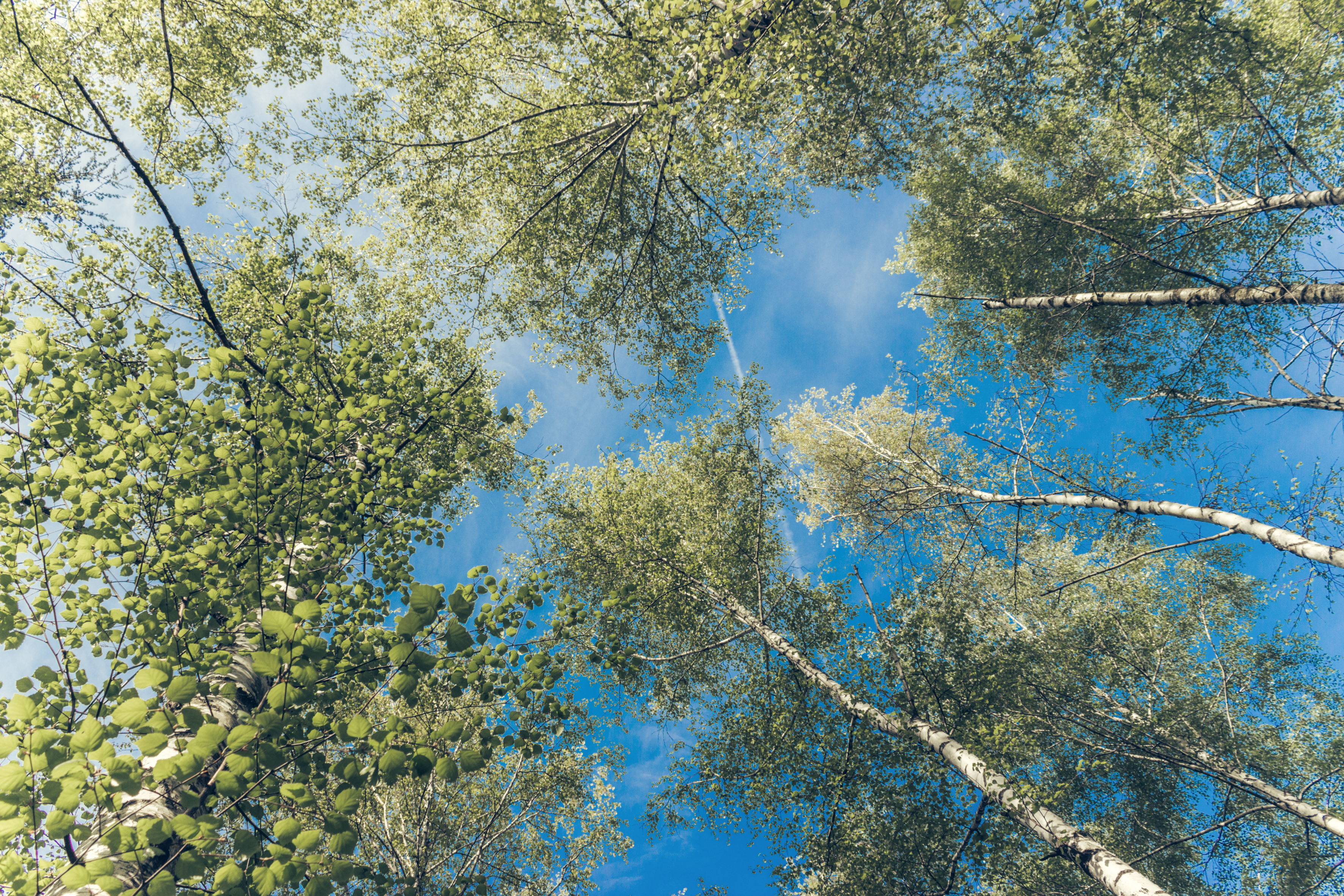
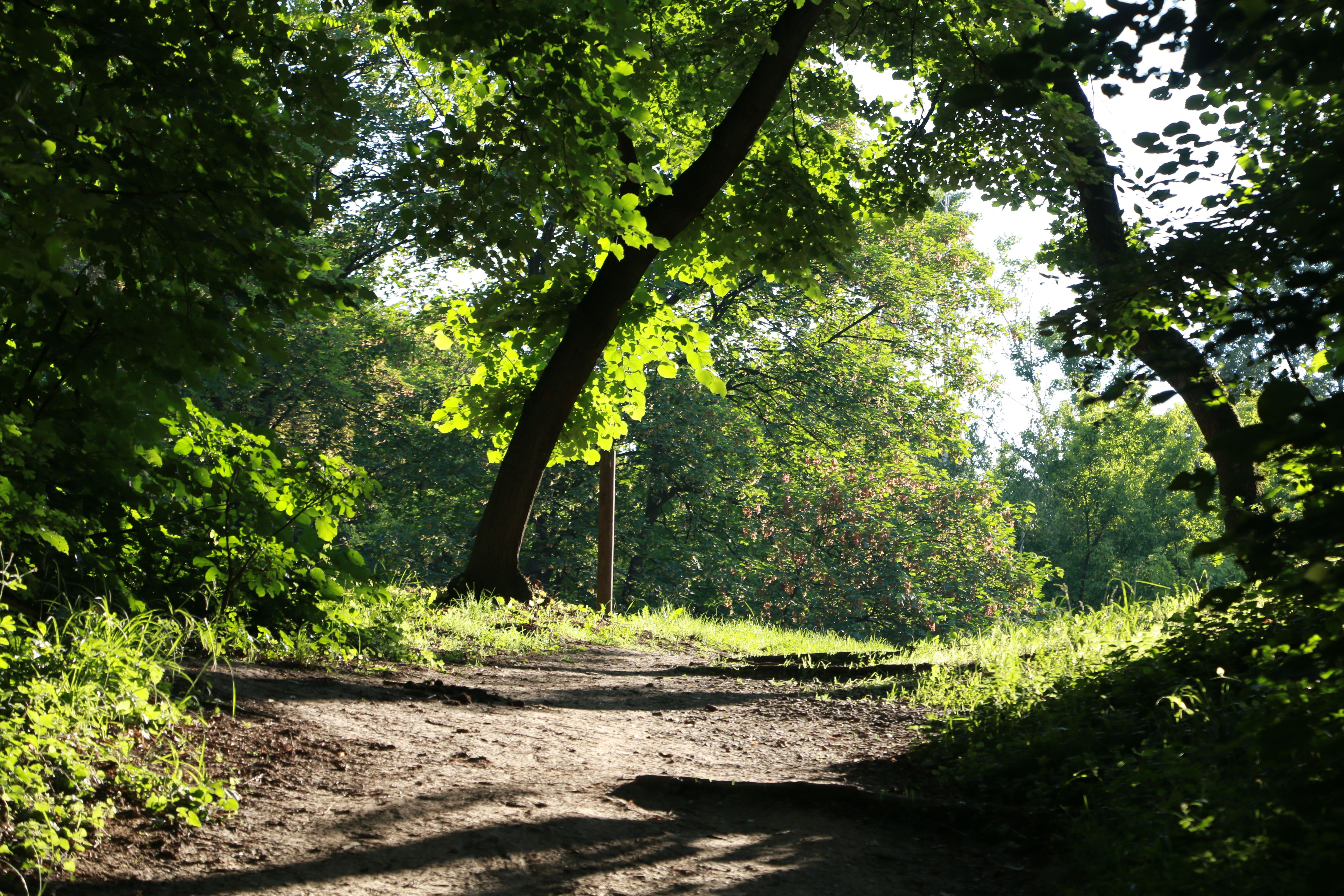